# Frutti di bosco
I frutti di bosco sono una categoria di frutta, le cui piante si sviluppano nel particolare clima umido e terreno acido del sottobosco, in condizioni di semi-ombra e clima freddo.

## Elenco frutti di bosco
| Nome                                              | Descrizione | Immagine |
| ------------------------------------------------- | --- | -------- |
| Gelso nero (Morus nigra)                          | Il gelso nero (Morus nigra L.) o moro nero è un albero da frutto appartenente alla famiglia delle Moracee e al genere Morus, insieme ad altri gelsi come il Morus alba, il Morus rubra, il gelso della Cina e il gelso o arancio degli Osagi.                                                                                             |          |
| Açaí (Euterpe oleracea)                           | L'açaí (Euterpe oleracea Mart.) è una pianta della famiglia delle palme diffusa in Amazzonia. |          |
| Phyllanthus emblica                               | Phyllanthus emblica, noto anche come uva spina indiana, albero di Malacca, o amla, dal sanscrito amalaki, è un albero della famiglia delle Phyllanthaceae. |          |
| Adenorachis                                       | L'Aronia è un genere botanico della sottofamiglia delle Maloidee della famiglia delle Rosacee che comprende circa 9 specie. |          |
| Gelso rosso (Morus rubra)                         | Il gelso rosso (Morus rubra L.) è un albero da frutto appartenente alla famiglia delle Moracee, e al genere Morus. |          |
| Gelso bianco (Morus alba)                         | Il gelso bianco o moro bianco (Morus alba L.) è un albero da frutto appartenente alla famiglia delle Moraceae e al genere Morus, contenente lattice, originario della Cina settentrionale e della Corea. |          |
| Corniolo (cornus mas)                             | Il corniolo (Cornus mas L., 1753) è un arbusto forestale autoctono, appartenente alla famiglia delle Cornaceae e al genere Cornus. |          |
| Uva spina (Ribes uva-crispa)                      | Ribes uva-crispa (L., 1753), comunemente nota come uva spina, è una pianta appartenente alla famiglia delle Grossulariaceae, originaria di Europa e Medio Oriente. |          |
| Crespino (berberis vulgaris)                      | Il crespino comune (nome scientifico Berberis vulgaris L., 1753) è una pianta appartenente alla famiglia delle Berberidaceae, diffusa in Europa continentale ed in Medio Oriente. |          |
| Sambuco nero (Sambucus nigra)                     | Il sambuco comune (Sambucus nigra L.) è una pianta angiosperma dicotiledone appartenente, secondo la Classificazione APG III, alla famiglia delle Adoxaceae e al genere Sambucus. |          |
| Pero corvino (Amelanchier ovalis)                 | Amelanchier ovalis detto comunemente pero corvino è un arbusto appartenente alla famiglia delle Rosaceae. |          |
| Amelanchier canadensis                            | Amelanchier canadensis è un arbusto o piccolo albero appartenente alla famiglia delle Rosaceae e al genere amelanchier. |          |
| Marasca (Prunus cerasus var. marasca)             | Il marasco (Prunus cerasus var. marasca) è una coltivazione del ciliegio aspro (αληθεια), da cui si producono le marasche. |          |
| Amarena (Prunus cerasus var. amarena)             | Il ciliegio aspro (Prunus cerasus L., 1753), o ciliegio acido, è un albero da frutto appartenente alla famiglia delle Rosacee e al genere Prunus. |          |
| Visciola (Prunus cerasus var. austera)            | Il ciliegio aspro (Prunus cerasus L., 1753), o ciliegio acido, è un albero da frutto appartenente alla famiglia delle Rosacee e al genere Prunus. |          |
| Fragola di bosco (Fragaria vesca)                 | La fragola di bosco (Fragaria vesca L., 1753) è una pianta erbacea della famiglia delle rosacee. Spontanea nei sottoboschi italiani, è coltivata per i suoi frutti: piccole fragole dal profumo molto intenso. |          |
| Lampone (Rubus idaeus)                            | Il lampone (Rubus idaeus L., 1753) è un arbusto da frutto appartenente alla famiglia delle Rosaceae e al genere Rubus; l'omonimo frutto, di colore rosso e sapore dolce-acidulo, è molto apprezzato da solo o come ingrediente nelle preparazioni alimentari.                                                                             |          |
| Mirtillo nero (Vaccinium myrtillus)               | Il mirtillo nero (Vaccinium myrtillus L., 1753) è un arbusto da frutto appartenente alla famiglia delle Ericaceae e al genere dei Vaccinium, il cui frutto, il mirtillo, viene catalogato tra i frutti di bosco. |          |
| Mirtillo gigante americano (Vaccinium corymbosum) | Il mirtillo gigante americano (Vaccinium corymbosum L., 1753) è una pianta da frutto appartenente alla famiglia delle Ericaceae e al genere Vaccinium, originaria del Nord America. |          |
| Mora (Rubus ulmifolius)                           | Il rovo (Rubus ulmifolius Schott, 1818) è una pianta spinosa appartenente alla famiglia delle Rosaceae. |          |
| Camemoro o rovo artico (Rubus chamaemorus)        | Il camemoro o rovo artico (Rubus chamaemorus L., 1753) è una pianta erbacea perenne della famiglia delle Rosaceae diffusa nella zona settentrionale dell'Eurasia e del Nord America. |          |
| Bacche di goji                                    | Le bacche di goji sono il frutto del Lycium barbarum o del Lycium chinense, entrambe della famiglia delle Solanaceae (che include tra le altre la patata, il pomodoro, la melanzana, il tabacco, il peperoncino e la belladonna). |          |
| Actinidia arguta                                  | Actinidia arguta è una pianta appartenente alla famiglia delle Actinidiaceae. Produce dei piccoli frutti (della dimensione di una noce) che assomigliano ai frutti della pianta del Kiwi. Si trova in taluni supermercati con il nome di "Nergi".                                                                                         |          |
| Boysenberry (Rubus idaeus x Rubus ulmifolius)     | Il boysenberry (Rubus idaeus x Rubus ulmifolius) è un ibrido, ottenuto incrociando il lampone con la mora del Pacifico. |          |
| Rubus occidentalis                                | Rubus occidentalis è una specie di Rubus originaria del Nord America orientale. |          |
| Loganberry                                        | Il loganberry (Rubus × loganobaccus) è un ibrido della mora nordamericana (Rubus ursinus) e del lampone europeo (Rubus idaeus). |          |
| Lonicera caerulea                                 | Lonicera caerulea è un caprifoglio non rampicante originario dell'emisfero settentrionale temperato freddo in paesi come Canada, Giappone, Russia e Polonia. |          |
| Mirtillo rosso (Vaccinium vitis-idaea)            | Il mirtillo rosso (Vaccinium vitis-idaea L., 1753) è una piccola pianta da frutto appartenente alla famiglia delle Ericaceae e al genere Vaccinium. |          |
| Olivello spinoso (Hippophae rhamnoides)           | L'olivello spinoso (Hippophae rhamnoides L., 1753) (pronuncia: ippófae ramnóides) è una pianta spontanea appartenente alla famiglia delle Elaeagnaceae. |          |
| Fragola-ananas                                    | La fragola-ananas (pineberry in inglese) è una varietà di fragola dal colore chiaro e dai semi rossi, e dal sapore simile a quello dell'ananas. |          |
| Rubus spectabilis                                 | Il Rubus spectabilis, detto anche salmonbarry, è una specie di rovo della famiglia delle Rosaceae, originaria della costa occidentale del Nord America dall'Alaska centro-occidentale alla California, nell'entroterra fino all'Idaho. |          |
| Youngberry                                        | Lo youngberry è un ibrido complesso fra tre diverse specie di bacche del genere Rubus: lampone, mora e dewberry. |          |
| Ossicocco o Mortella (Vaccinium oxycoccos)        | L'ossicocco (Vaccinium subg. Oxycoccus), detto anche mirtillo rosso, mirtillo palustre o mortella di palude, è un sottogenere di piante appartenenti al genere Vaccinium. |          |
| Ossicocco americano (Vaccinium macrocarpon)       | L'ossicocco americano (Vaccinium macrocarpon, Ait.) appartenente alla famiglia delle Ericacee e al genere Vaccinium, è una piccola pianta da frutto che produce bacche rosse, di origine americana. |          |
| Dewberry                                          | Le dewberry sono un gruppo di specie del genere Rubus, strettamente imparentate con le more. Ricordano il lampone, ma di solito sono di colore viola o nero invece che rosse. |          |
| Tayberry                                          | Il tayberry (Rubus fruticosus x R. idaeus) è un arbusto coltivato del genere Rubus della famiglia delle Rosaceae brevettato nel 1979 come incrocio tra una mora e un lampone rosso, e prende il nome dal fiume Tay in Scozia. |          |
| Ribes nero (Ribes nigrum)                         | Ribes nigrum (L., 1753), comunemente noto come ribes nero, è una pianta appartenente alla famiglia delle Grossulariaceae, originaria di Europa e Russia asiatica. |          |
| Ribes rosso (Ribes rubrum)                        | Ribes rubrum (L., 1753), comunemente noto come ribes rosso, è una pianta appartenente alla famiglia delle Grossulariaceae, originaria dell'Europa occidentale. |          |
| Ribes bianco (Ribes sativum)                      | Il ribes bianco (Ribes sativum (Rchb.) Syme) è una pianta apparente alla famiglia delle Grossulariaceae. |          |
| Corbezzolo (Arbutus unedo)                        | Il corbezzolo (Arbutus unedo L., 1753), che viene chiamato anche albatro o, poeticamente, arbuto, è un albero da frutto appartenente alla famiglia delle Ericaceae e al genere Arbutus. È diffuso nei paesi del Mediterraneo occidentale e sulle coste meridionali dell'Irlanda. I frutti vengono chiamati corbezzole o talvolta albatre. |          |

## Galleria d'immagini

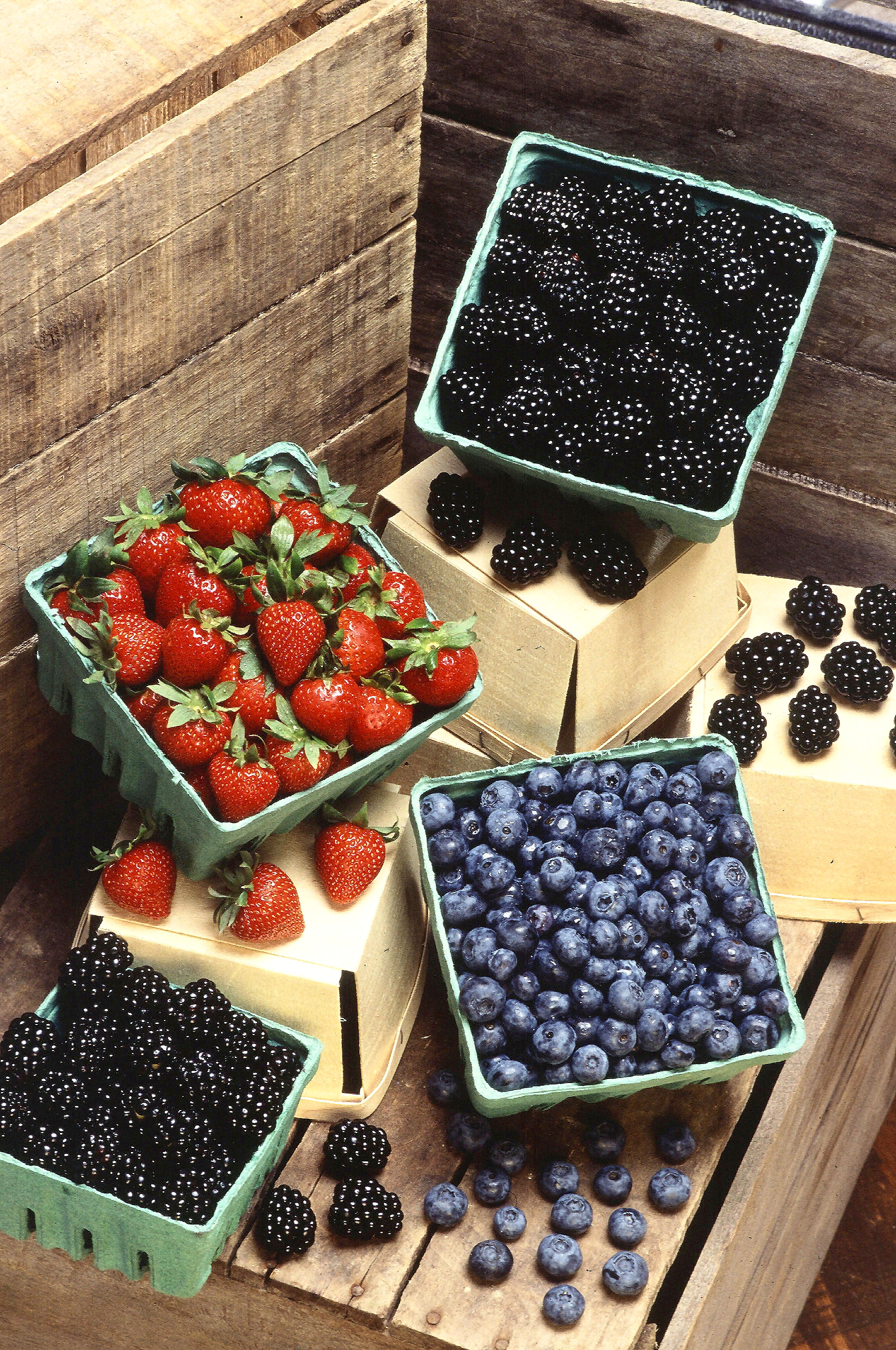
Fragole, more e mirtilli
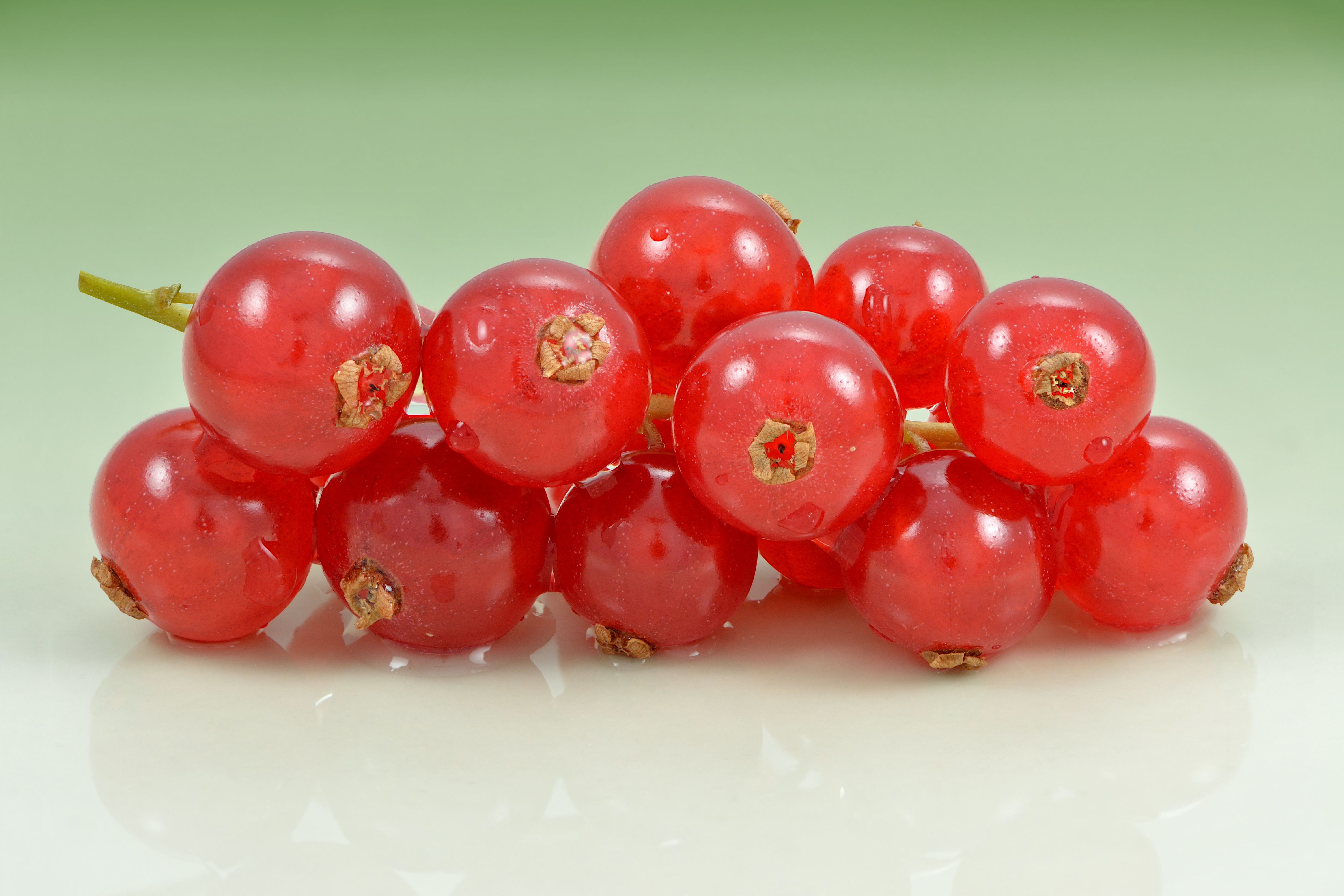
Ribes rubrum
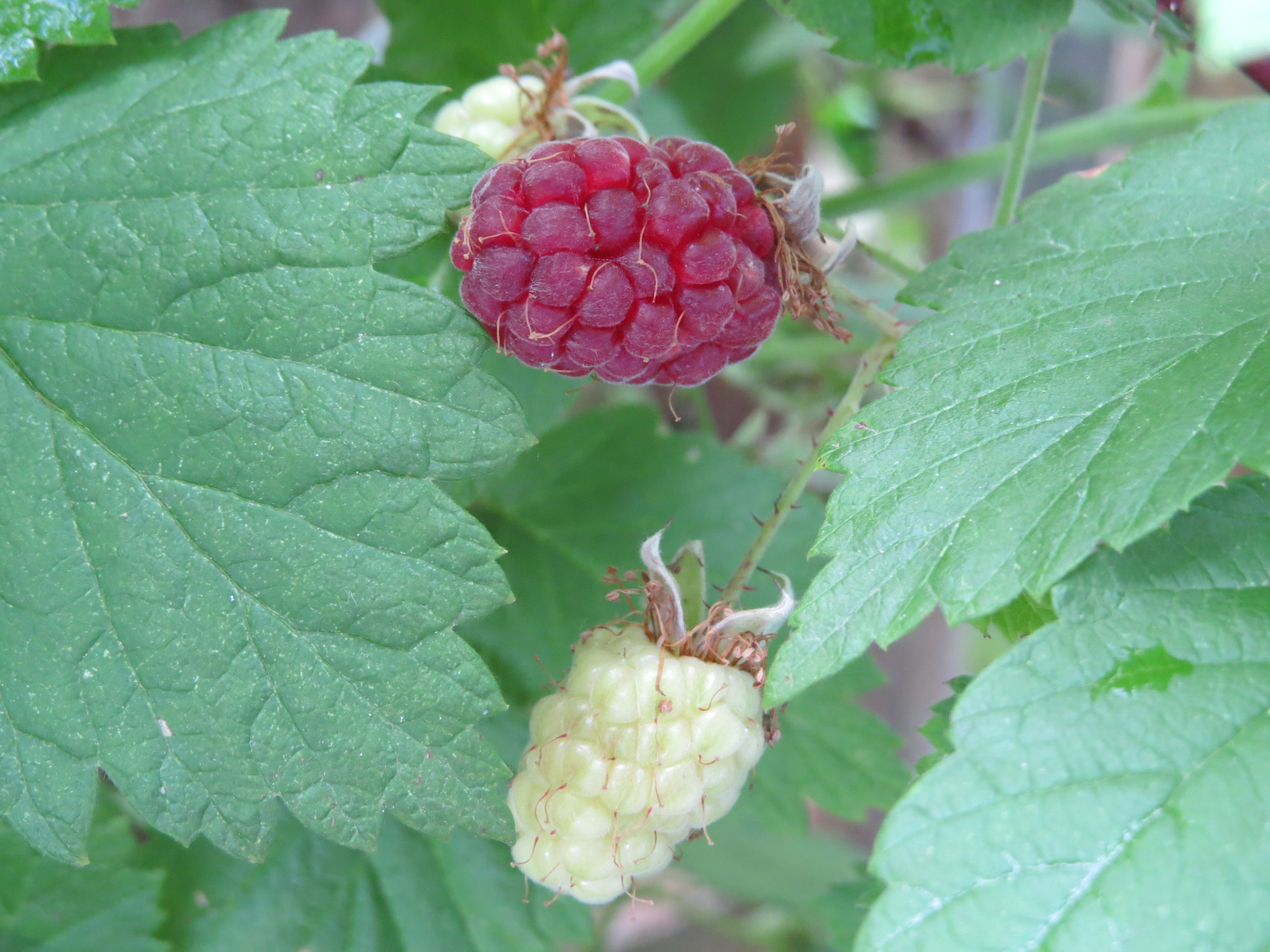
Rubus idaeus
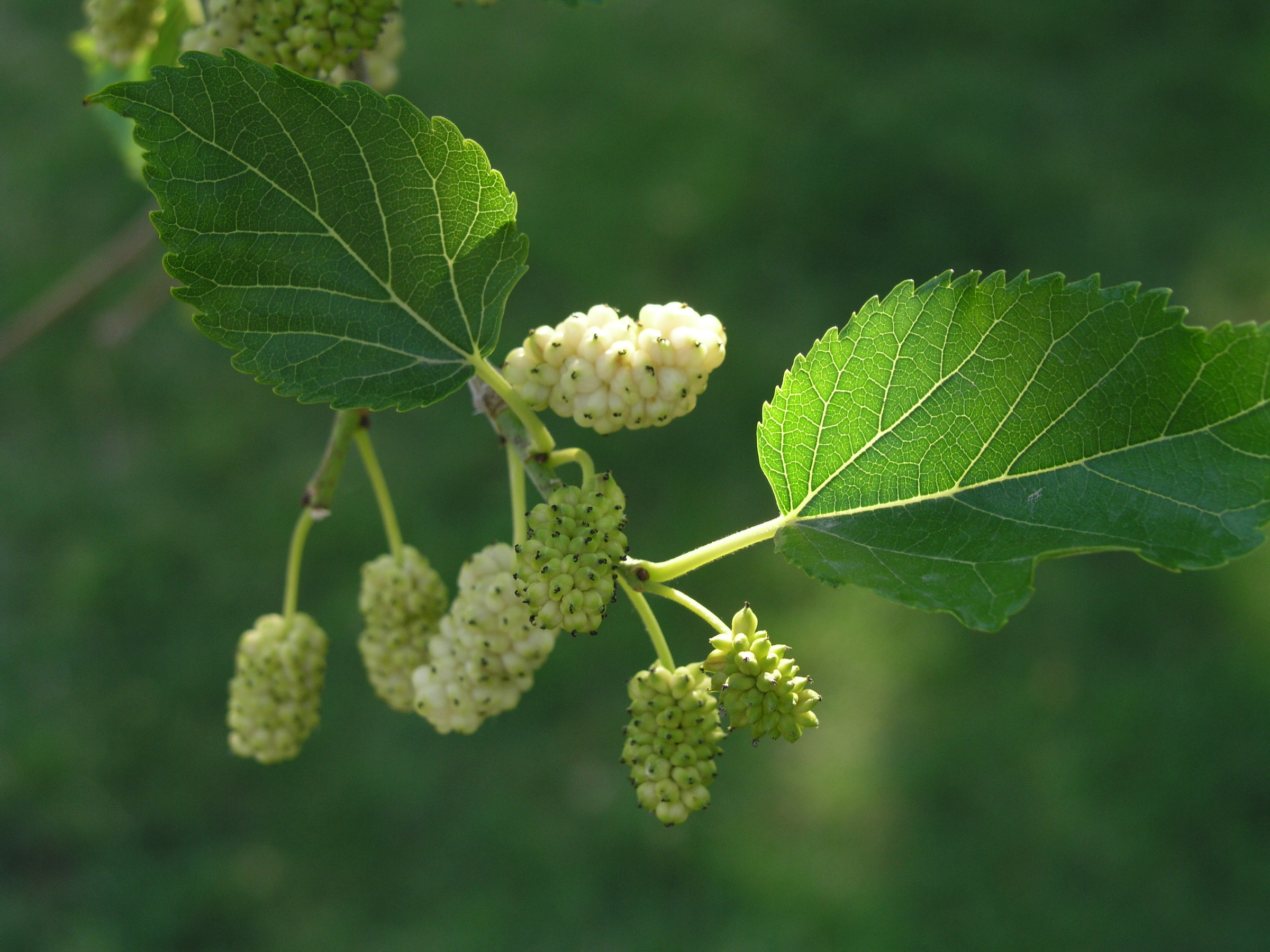
Morus alba